# Сага о Ферјарцима
Сага о Ферјарцима (исл. Færeyinga saga, ферј. Føroyinga søga) једна је од средњовековних исландских сага из циклуса Сага о Исланђанима, иако се у појединим изворима увршава у циклус Сага о краљевима. 
Сага је написана вероватно почетком XIII века од стране непознатог аутора, и базира се на догађајима који су се издешавали на Фарским острвима током X и XI века (иако се у саги помињу и неки догађаји који су се дешавали раније, попут првобитних насељавања тих острва). Иако се садржај саге превасходно односи на подручје Фарских острва, начин на који је написана поклапа се са средњовековним исландским сагама, због чега се и сматра делом исландске књижевне традиције. Сама сага је вероватно и настала управо на Исланду.  
Сага о Ферјарцима има статус националног симбола за људе са Фарских острва, иако је на савремени ферјарски језик преведена тек 1832. године.